# Liste der Erzbischöfe von Malta
Die folgenden Personen waren Bischöfe und Erzbischöfe des Erzbistums Malta:
- Heiliger Publius (60), historisch nicht nachweisbar
- Julianus 553
- Lucillus 592–599
- Traianus 603
- Manas 868
- Johannes I. (1167–1169)
- Johannes II. (1211–1224)
- Roggerius de Cefalù 1251 (–1257)
- Domenico (1253–?)
- Giacomo di Mileto (1259–?)
- Marinus di Sorrento (1267–?)
- Johannes Normandus (1268–?)
- Andrea Bancherini, O.P. (circa 1270–?)
- Jacobus de Malta OFM (1272–1297)
- Niccolò (1304–?)
- Alduino (1330–?)
- Enrico da Cefalù, O.F.M. (1334–?)
- Niccolò Boneti (1342–?)
- Ogerio (1343–?)
- Giacomo (1346–?)
- Ilario Corrado, O.P. (1356–?)
- Antonio, O.F.M. (1370–?)
- Corrado (1371–?)
- Antonio de Vulponno, O.S.B. (1375–1392)
- Mauro Cali (1393–1408) (danach Bischof von Catania)
- Andrea de Pace, O.F.M. (1408–1409) (danach Bischof von Catania)
- Antonio (1409– ?)
- Andrea, O.P. (1414– ?)
- Giovanni Ximenes, O.F.M. (1418– ?)
- Mauro de Albraynio (1420– ?)
- Senatore Di Noto (1432– ?)
- Jaime (1445– ?)
- Antonio de Alagona (1447– ?)
- Giovanni Paternò, O.S.B. (1479–1489) (danach Erzbischof von Palermo)
  - Pierre Kardinal de Foix der Jüngere (1489–1490) (Apostolischer Administrator)
- Paolo Della Cavalleria (1491–1495) (danach Bischof von Cefalù)
- Giacomo Vualguera (1495–1501)
- Antonio Corseto (1501–1503)
  - Juan de Castro (1504–1506) (Apostolischer Administrator)
- Bandinello Sauli (1506–1509)
- Bernardino da Bologna (1509–1512) (danach Erzbischof von Messina)
- Giovanni Pujades (1512) (Elekt)
- Juan de Sepúlveda (1514–1516)
- Bernardino Cateniano (9. April bis 23. Mai 1516)
  - Raffaele Riario (1516–1520) (Apostolischer Administrator)
  - Bernardino Catagnano (um 1520) (Apostolischer Administrator)
  - Girolamo Ghinucci (Ginucci) (1523–1538) (Apostolischer Administrator)
- Tommaso Bosio, O.S.Io.Hier. (1538–1539)
- Domingo Cubels, O.S.Io.Hier. (1540–1566)
- Martín Rojas de Portalrubio, O.S.Io.Hier. (1572–1577)
- Tomás Gargal (Gargallo), O.S.Io.Hier. (1578–1614)
- Baldassarre Cagliares, O.E.S.S.H. (1615–1633)
- Miguel Juan Balaguer Camarasa, O.S.Io.Hier. (1635–1663)
- Lucas Buenos, O.S.Io.Hier. (1664–1668)
- Lorenzo Astiria, O.S.Io.Hier. (1670–1678)
- Michele Girolamo Molina, O.S.Io.Hier. (1678–1682)
- Davide Cocco Palmieri, O.S.Io.Hier. (1684–1711)
- Joaquín Canaves, O.S. (1713–1721)
- Gaspare Gori Mancini, O.S.Io.Hier. (1722–1727)
- Paul Alphéran de Bussan, O.S.Io.Hier. (1728–1757)
- Bartolomé Rull, O.S.Io.Hier., O.S. (1757–1769)
- Giovanni Carmelo Pellerani, O.S.Io.Hier. (1770–1780) OESSH
- Vincenzo Labini, CRth (1780–1807)
- Ferdinando Mattei (1807–1829)
- Francesco Saverio Caruana (1831–1847)
- Publio Maria dei Conti Sant (1847–1857)
- Gaetano Pace Forno, O.S.A. (1857–1874)
- Carmelo Scicluna (1875–1888)
- Pietro Pace (1889–1914)
- Mauro Caruana, O.S.B. (1915–1943)
- Michael Gonzi (1943–1976)
- Joseph Mercieca (1976–2006)
- Paul Cremona, O.P. (2006–2014)
- Charles Scicluna (seit 2015)